# جون دي وائل
جون دي وائل هو سياسي هولندي، ولد في 1594، وتوفي في 1663. انتخب عمدة هارلم ‏.